# 肇輝臺6號

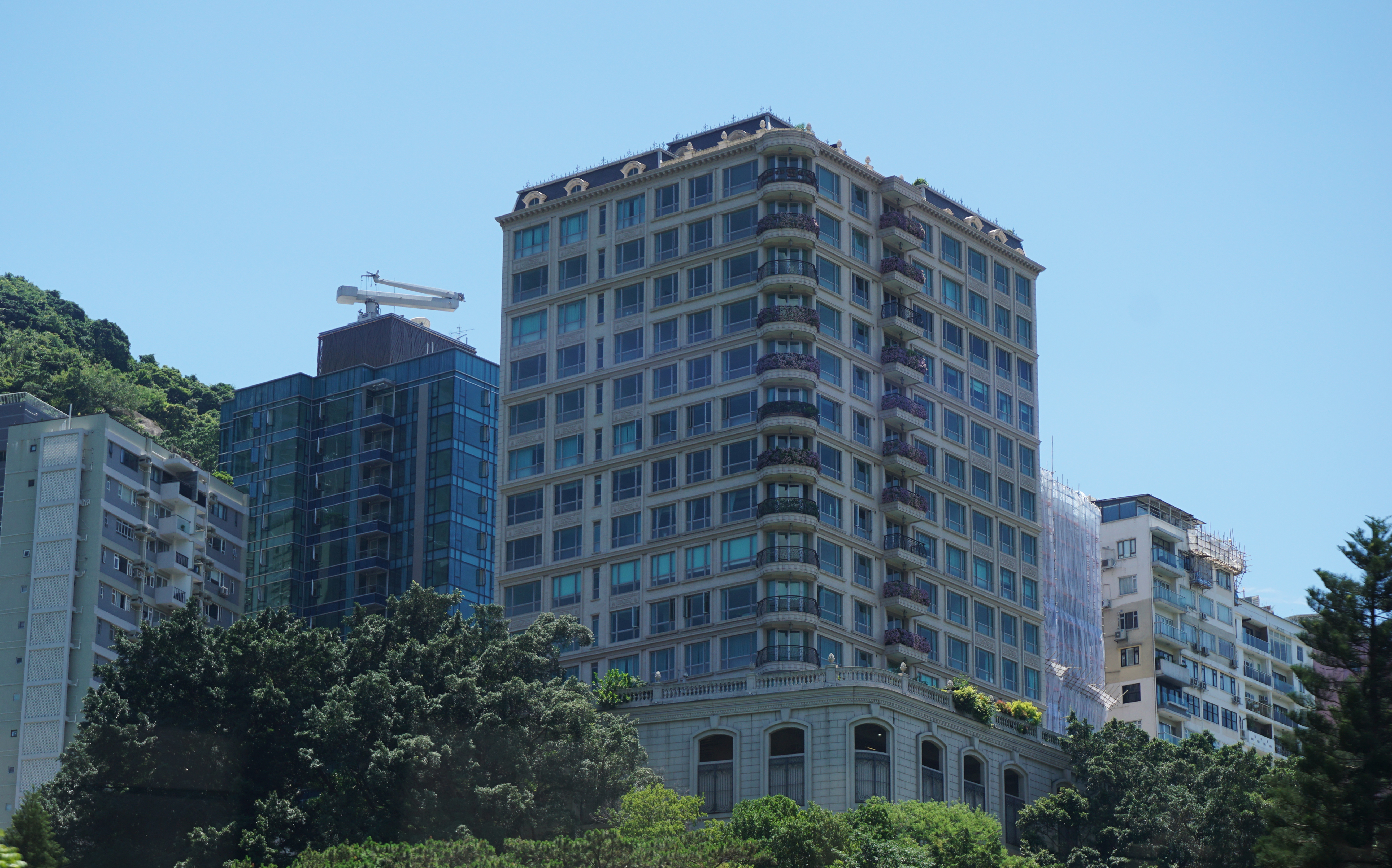
肇輝臺6號

肇輝臺6號，前稱嘉岶薈，位於香港島東半山司徒拔道肇輝臺6號，是嘉華集團旗下的單幢式豪宅，物業樓高12層，只提供24個4或5套房的大型單位，每個都價值不菲，部份可飽覽跑馬地、灣仔及銅鑼灣一帶城市景色。